# Бистряки (заказник)
Бистряки — ландшафтний заказник місцевого значення. Об'єкт розташований на території Любомльського району Волинської області, ДП «Любомльське ЛГ», Мосирське лісництво, квартали 26, 57—59. 
Площа — 488 га, статус отриманий у 1993 році.
Охороняється масив сосново-дубового лісу віком близько 80 років, що належить до першої групи водоохоронних лісів навколо р. Західний Буг. У підліску зростають ліщина звичайна (Corylus avellana), крушина ламка (Frangula alnus), калина звичайна (Viburnum opulus). 
Трав'яний покрив представлений ягідниками та лікарськими рослинами: багно звичайне (Ledum palustre). Зооценози складаються із корисних лісових ентомофагів. Трапляються рідкісні види, занесені до Червоної книги України: плодоріжка блощична (Anacamptis coriophora), росичка англійська (Drosera anglica), болотянка звичайна (Scheuchzeria palustris).